# Firmin Baes

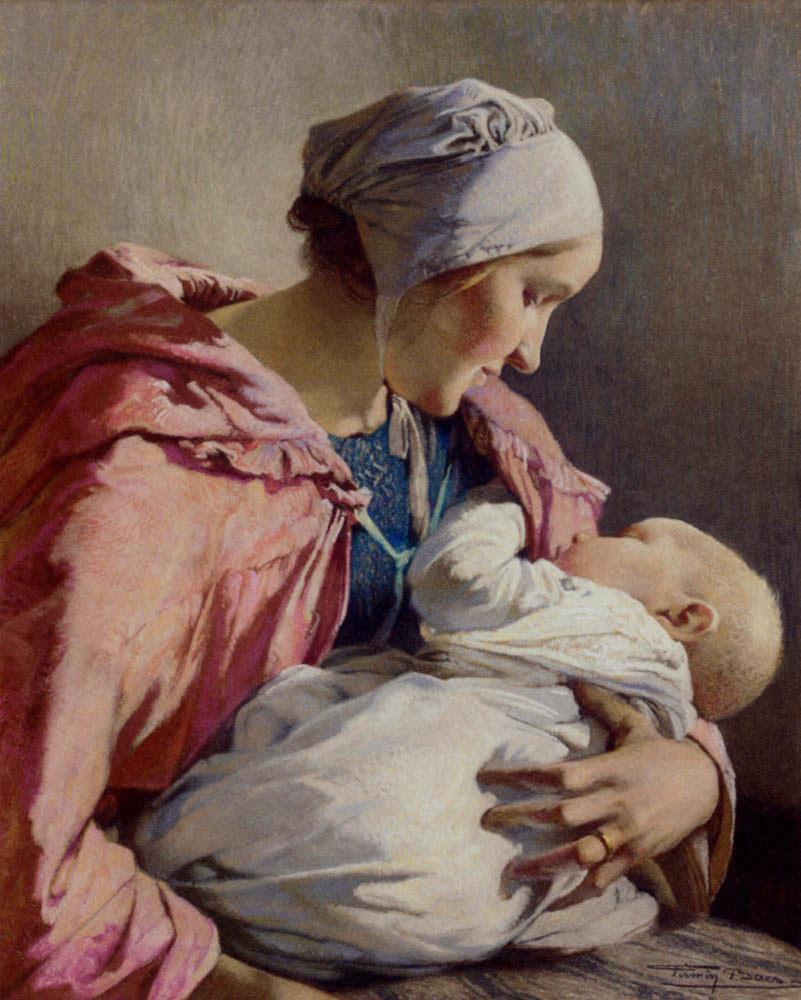
Söta drömmar

Firmin Baes, född 19 april 1874 i Sint-Joost-ten-Node, död 6 december 1943 i Uccle, var en flamländsk målare.
Han utbildade sig vid Académie royale des beaux-arts de Bruxelles under Léon Frédéric, och ägnade sig framför allt åt pastell.